# Prinsessan Rongshou
Prinsessan Rongshou, född 1854, död 1924, var en kinesisk prinsessa, känd som änkekejsarinnan Cixis adoptivdotter.  Hon var allmänt känd vid kejsarhovet som "Den stora prinsessan". 
Hon var dotter till Prins Gong och därmed brorsdotter till Xianfeng-kejsaren. Hennes far hade en viktig ställning i Cixis regim, och hon adopterade år 1865 hans dotter som en ärebetygelse. Som änkekejsarinnans dotter fick hon den högsta rangen bland de kejserliga prinsessorna. Hon kom att få en nära relation till sin adoptivmor, och blev hennes förtrogna med tillstånd att tala öppet och uppriktigt till henne, och Cixi uppskattade henne för att hon inte smickrade henne. Cixi gynnade henne och gav henne många företräden och ärebetygelser ifråga om etikett och rang vid hovet. Hennes inflytelserika ställning som kejsarinne-regentens gunstling och förtrogna gav henne en viktig ställning vid kejsarhovet under Cixis långa regeringstid. Det finns dock inga uppgifter om att Rongshou ska ha använt sig av sin ställning som gunstling för att ingripa i politiken eller på annat sätt göra sig märkbar utanför hovets vardagliga liv och dess rangfrågor. 